# Gwendoline Yeo

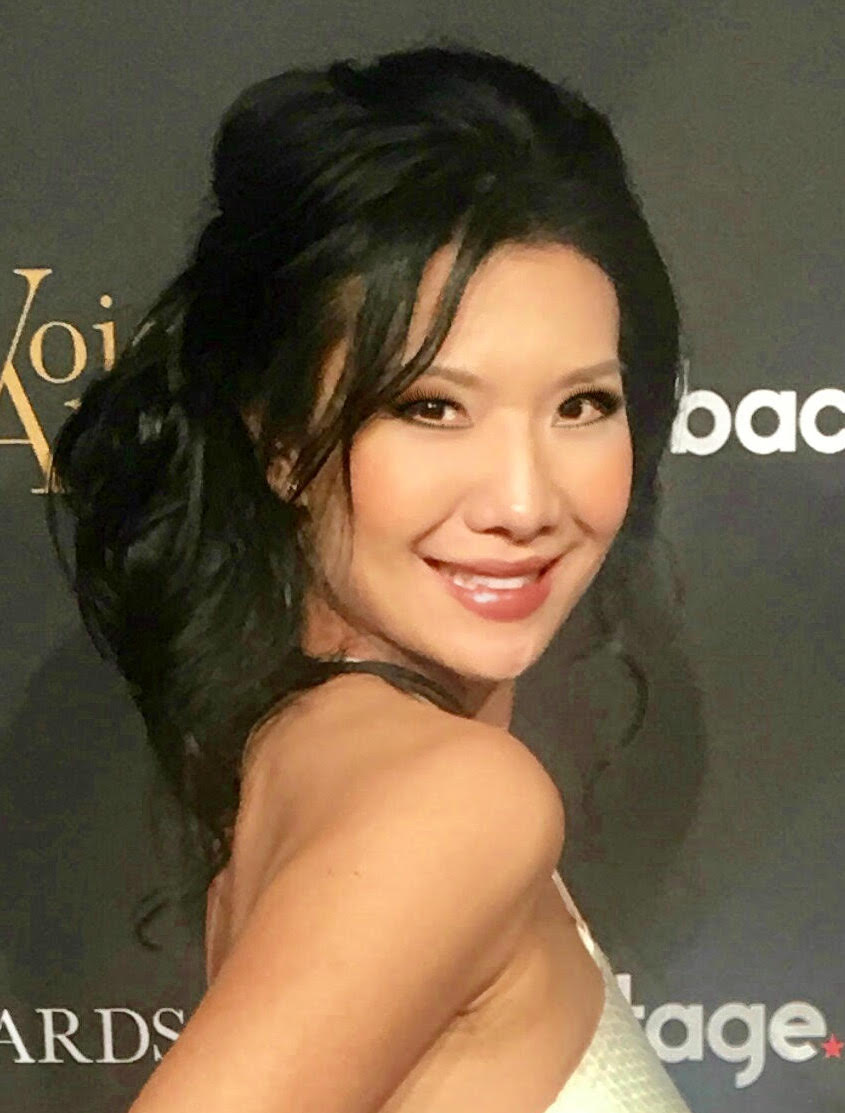
Gwendoline See-Hian Yeo

Gwendoline See-Hian Yeo (* 10. Juli 1977 in Singapur) ist eine US-amerikanische Schauspielerin sino-amerikanischer Abstammung. 
Die in Los Angeles lebende Yeo zog als Teenager von Singapur nach San Francisco. Ihr Studium an der UCLA schloss sie mit einem Bachelor of Arts ab. Yeo nahm erfolgreich an einigen Misswahlen teil. 
Ihre ersten Auftritte im Fernsehen hatte Yeo mit Kleinrollen in Serien wie 24, NYPD Blue, JAG – Im Auftrag der Ehre und O.C., California. Außerdem spielte sie kleinere Rollen in den Filmen Night Skies und Broken Trail. 
Sie synchronisierte die Paine in Final Fantasy X-2 und Kingdom Hearts II und die Li-en in Gash!. 
Eine weitere Rolle, die der Xiao-Mei, spielte Yeo 2006 in neun Folgen der Fernsehserie Desperate Housewives. Von Dezember 2005 bis März 2006 war sie in der amerikanischen Serie General Hospital als Dr. Kelly Lee zu sehen. 

## Filmografie (Auswahl)
- 2001: Keine Gnade für Dad (Grounded for Life, Fernsehserie, zwei Folgen)
- 2002–2006: General Hospital (Fernsehserie)
- 2004: O.C., California (The O.C., Fernsehserie, eine Folge)
- 2004: A Day Without a Mexican
- 2004: Für alle Fälle Amy (Judging Amy, Fernsehserie, eine Folge)
- 2005: New York Cops – NYPD Blue (NYPD Blue, Fernsehserie, eine Folge)
- 2005: JAG – Im Auftrag der Ehre (JAG, Fernsehserie, eine Folge)
- 2005: 24 (Fernsehserie, zwei Folgen)
- 2005: Higglystadt Helden (Higglytown Heroes, Fernsehserie, eine Folge, Stimme)
- 2006: Broken Trail (Zweiteiler)
- 2006: Hannah Montana (Fernsehserie, eine Folge)
- 2006: Desperate Housewives (Fernsehserie, neun Folgen)
- 2006–2007: Lou and Lou: Safety Patrol (Fernsehserie, 10 Folgen, Stimme)
- 2007: Night Skies
- 2007: The Invincible Iron Man (Stimme)
- 2007: Kim Possible (Fernsehserie, zwei Folgen, Stimme)
- 2007: Standoff (Fernsehserie, eine Folge)
- 2007: 7eventy 5ive
- 2007: Der Jane Austen Club (The Jane Austen Book Club)
- 2007: Chuck (Fernsehserie, eine Folge)
- 2008: Phineas und Ferb (Phineas and Ferb, Fernsehserie, eine Folge, Stimme)
- 2008: Eli Stone (Fernsehserie, eine Folge)
- 2008: The Mentalist (Fernsehserie, eine Folge)
- 2008–2009: Wolverine and the X-Men (Fernsehserie, 11 Folgen, Stimme)
- 2008–2010: Yuna & Stitch (Fernsehserie, 11 Folgen, Stimme)
- 2008–2014, 2020: Star Wars: The Clone Wars (Fernsehserie, neun Folgen, Stimme)
- 2009: Spezialagent Oso (Special Agent Oso, Fernsehserie, eine Folge, Stimme)
- 2009: I Do … I Did!
- 2011: Wolverine (Fernsehserie, sieben Folgen, Stimme)
- 2011: X-Men (Fernsehserie, sieben Folgen, Stimme)
- 2011: Gigantic (Fernsehserie, zwei Folgen)
- 2012: Back to the Sea
- 2012: Zeit der Sehnsucht (Days of our Lives, Fernsehserie, zwei Folgen)
- 2012: Heathens and Thieves
- 2012: Freeloaders
- 2013: Ben 10: Omniverse (Fernsehserie, eine Folge)
- 2015: Castle (Fernsehserie, eine Folge)
- 2015: American Crime (Fernsehserie, vier Folgen)
- 2016–2017: Teenage Mutant Ninja Turtles (Fernsehserie, sechs Folgen, Stimme)
- 2017: Switched at Birth (Fernsehserie, eine Folge)
- 2017: Wisdom of the Crowd (Fernsehserie, eine Folge)
- 2018: Navy CIS (NCIS, Fernsehserie, eine Folge)
- 2020: Rise of the Teenage Mutant Ninja Turtles (Fernsehserie, zwei Folgen, Stimme)
- 2020: Monkie Kid (Fernsehserie, fünf Folgen, Stimme)
- 2021–2024: Star Wars: The Bad Batch (Fernsehserie, 13 Folgen, Stimme)